# سد سیلوه
سد سیلوه (انگلیسی: Silveh Dam) یک سد خاکی است که بر روی رود لاوین در نزدیکی روستای سیلوه در شهرستان پیرانشهر استان آذربایجان غربی ساخته شده است. هدف اولیه ساخت سد انتقال میان‌حوضه‌ای به منظور کشاورزی است. پس از ساخت سد، تونل و کانالی کار انتقال آب از مخزن شمال روستای چپرآباد را انجام خواهند داد. هدف این پروژه در درجه نخست انتقال آب از حوضه زاب کوچک به حوضه دریاچه ارومیه جهت احیای دریاچه و آبیاری ۹۴۰۰ هکتار زمین کشاورزی است. ساخت سد در سال ۲۰۰۴ آغاز شد و انتظار می‌رود در اواخر ۲۰۱۶ به بهره‌برداری برسد. روستای سیلوه پس از آبگیری سد به زیر آب خواهد رفت.